# Polyrhachis charaxa
Polyrhachis charaxa é uma espécie de formiga do gênero Polyrhachis, pertencente à subfamília Formicinae.